# خطاب بن نفیل
خطاب بن نفیل (به عربی: الخطاب بن نفیل)، مردی از بزرگان عرب و قریش بود. او در قرن ششم میلادی و هم زمان با محمد، پیامبر و بنیان‌گذار اسلام، در شبه‌جزیره عربستان می‌زیست. پسرش عمر بعدها مسلمان شد و دومین خلیفه راشدین گردید. او جد تعداد زیادی از صحابه پیامبر بود.

## زندگی‌نامه
خطاب پسر نفیل پسر عبدالعزی بود. پدرش رئیس تیره بنی‌عدی از قبیله قریش بود. پس از مرگ پدرش، او به عنوان رئیس بنی‌عدی جانشین او شد.
خطاب برادری داشت که در جوانی درگذشت. نام این برادر عمرو بن نفیل بود. عمرو پسری به نام زید داشت. او با قبیله و خویشاوندان خود روابط خوبی داشت. با این حال، رابطه او با برادرزاده‌اش زید بن عمرو به تدریج رو به وخامت گذاشت، زیرا برادرزاده‌اش خدایان فرعی را در کنار الله انکار کرده و به توحید محض روی آورده بود. این امر بسیاری از اعضای خانواده نفیل و قبیله بنی عدی را خشمگین کرد.
صفیه، همسر زید از سفرهای زید به سوریه خوشش نمی‌آمد. هر وقت او را در حال آماده شدن برای سفر می‌دید، آن را به خطاب گزارش می‌داد، که زید را به خاطر ترک دینشان سرزنش می‌کرد. زید زحمت توضیح دادن به خطاب را به خود نداد، اما او صفیه را به خاطر تلاش برای تحقیر او سرزنش کرد. خطاب، زید را چنان آزار داد که زید مجبور به ترک شهر شد. او چند سال آخر عمرش را در غارهای کوهستانی اطراف مکه گذراند. سپس خطاب به «جوانان بی‌مسئولیت قریش» دستور داد تا مطمئن شوند که زید دیگر هرگز نمی‌تواند وارد شهر شود. هر زمان که زید سعی می‌کرد مخفیانه وارد شود، افراد خطاب دوباره او را بیرون می‌کردند.
یک بار، برادرزاده‌اش زید بن عمرو او را به خاطر پرستش بت‌ها سرزنش کرد.
خطاب پسری به نام عمر داشت. فرزندان دیگرش شامل یک دختر به نام فاطمه بنت خطاب و یک پسر به نام زید بن خطاب بودند. دخترش فاطمه با سعید بن زید ازدواج کرد و بعداً هر دو مسلمان شدند. با این حال، آنها ایمان جدید خود را از خطاب و عمر پنهان کردند. خطاب بین سال‌های ۶۱۴ تا ۶۱۶ درگذشت.
در روایاتی که توسط قاضی عیاض حفظ شده است، خطاب به اسلام گروید.

## خانواده
خطاب با بسیاری از صحابه محمد خویشاوند بود.
- پدر و مادر
  - نوفل بن عبدالعزی، خویشاوند اجدادی عبدالمطلب است.
  - سهاک، چوپانی بود که برای عبدالمطلب کار می‌کرد.
- همسر(ان)
- حنتمه بنت هشام، او به طایفه ثروتمند قریش بنی‌مخزوم تعلق داشت.
  - عمر بن خطاب دومین خلیفه مسلمانان از خلفای راشدین.
  - فاطمه بنت خطاب، همسر سعید بن زید.
- اسماء بنت وهب
  - زید بن خطاب از صحابه محمد پیامیر اسلام.

- داماد(ان) و عروس(ان)
  - سعید بن زید، همسر دخترش فاطمه
  - زینب بنت مظعون همسر پسرش عمر
  - ام کلثوم بنت جرول، همسر پسرش عمر
  - قریبه بنت ابی‌امیه، همسر پسرش عمر
  - ام کلثوم بنت علی، همسر پسرش عمر

- نوه(ها)
  - حفصه، دختر عمر و همسر محمد پیامبر اسلام
  - عبدالله پسر عمر و زینب بنت مظعون
  - عبیدالله پسر عمر و ام کلثوم بنت جرول
  - زید پسر عمر و ام کلثوم بنت علی
  - عاصم، پسر عمر دانشمند مشهور متقدم مسلمان.
  - عبدالرحمن بن سعید بن زید، معروف به زید عبدالرحمن بزرگ، پسر فاطمه بود.